# Rachias brachythelus
Rachias brachythelus is een spinnensoort in de taxonomische indeling van de bruine klapdeurspinnen (Nemesiidae).
Rachias brachythelus werd in 1937 beschreven door Mello-Leitão.